# Ferrocarriles de Córcega

Logotipo antiguo de Chemins de fer de la Corse, inspirado en el deSNCF (1985–2005)

Chemins de Fer de la Corse (en corso: Camini di Ferru di a Corsica), Ferrocarriles de Córcega (CFC), es el nombre de la red de ferrocarril regional que sirve la isla francesa de Córcega. Está centrado en la ciudad de Ponte Leccia, con tres líneas principales radiales a Ajaccio, Bastia y Calvi. La sección que sigue la costa noroeste entre L'Île-Rousse y Calvi, conocida como línea de La Balagne, da acceso a muchas playas y es muy popular entre los turistas.
Una cuarta línea, saliendo de Casamozza (en la línea de Bastia) y recorriendo la costa oriental de la isla hasta Porto-Vecchio, quedó gravemente destruida por los bombardeos durante la Segunda Guerra Mundial y nunca se reabrió.

## Historia

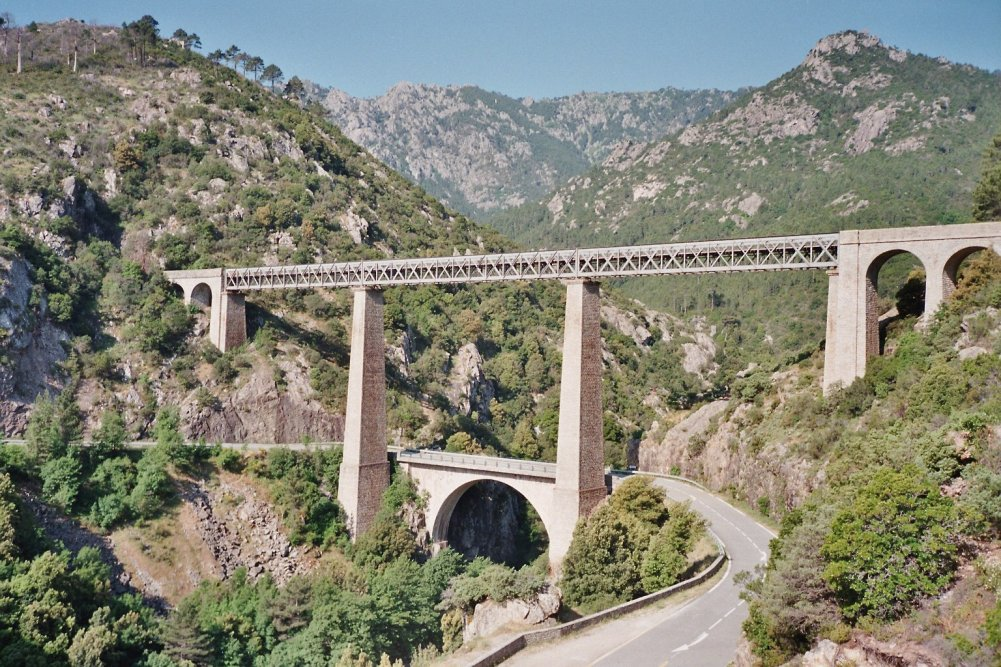
El viaducto de Gustave Eiffel en Vecchio

En 1877 se autorizó la construcción de un ferrocarril de vía métrica en Córcega, a pesar de las dificultades por el abrupto terreno. La legislación específica se publicó el 4 de agosto de 1879 para la construcción del ferrocarril. Los primeros tramos se inauguraron el 1 de agosto de 1888 entre Bastia y Corte y entre Ajaccio y Bocognano. La red fue abriéndose gradualmente en secciones hasta 1894. La línea a Porto-Vecchio, abierta por etapas, inauguró la sección final en 1935, aunque solo estuvo en servicio un corto período a causa de las destrucciones en la Segunda Guerra Mundial. Hubo proyectos para construir líneas de Ajaccio a Propriano y también de Porto Vecchio a Bonifacio, pero estas líneas no llegaron a ser construidas.
En 1955, se propuso cerrar la línea entre Calvi – Ponte-Leccia y en 1959 cerrar la red entera, lo que encontró la exitosa oposición de los trabajadores del ferrocarril y los ciudadanos de Córcega. En 1972, otra propuesta para clausurar la red tampoco prosperó.

## Red

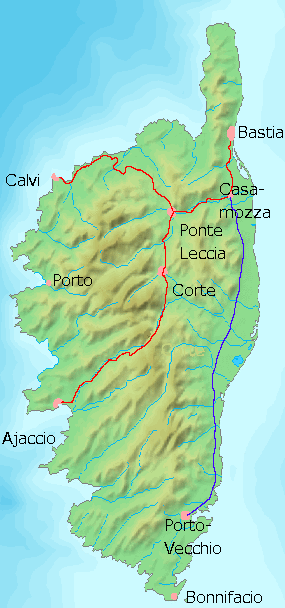
Mapa de la red

Con una longitud de 232 kilómetros, la red está compuesta de dos líneas, ambas de vía única:
- Ajaccio–Bastia Vía Ponte-Leccia y Corte, 158 kilómetros.
- Calvi- Ponte Leccia Vía L'Île-Rousse 74 kilómetros.

Una tercera línea de 130 kilómetros, abiertos entre 1888 y 1935, servía la costa oriental de la isla: el enlace Casamozza a Porto-Vecchio. Después de sufrir muchos daños durante la Segunda Guerra Mundial, en septiembre de 1943, nunca fue restaurada, a pesar de que la sección entre Casamozza y Folleli quedó abierta hasta 1953. El tramo de la línea abandonada, entre Casamozza y Moriani, en 42°31′N 9°26′E / 42.517, 9.433 42°31′N 9°26′E / 42.517, 9.433 / 42.517°N 9.433°E / 42.517; 9.433, está siendo considerado para su reapertura.

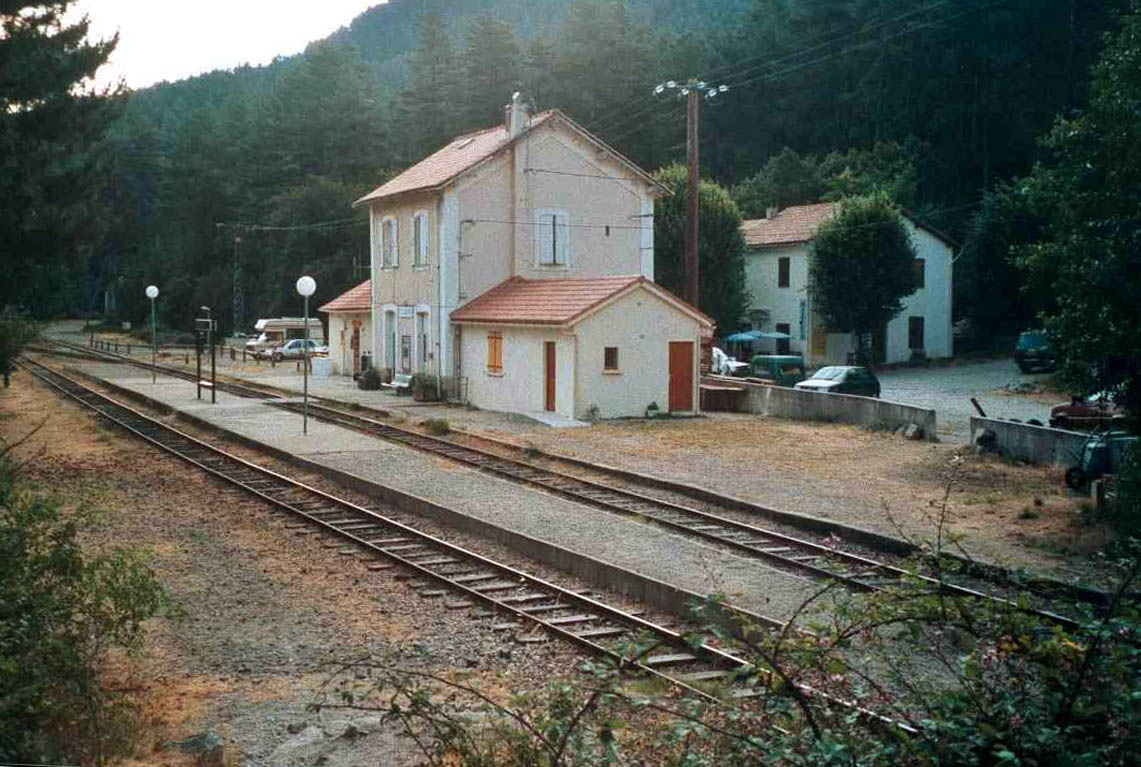
Estación de Vizzavona.

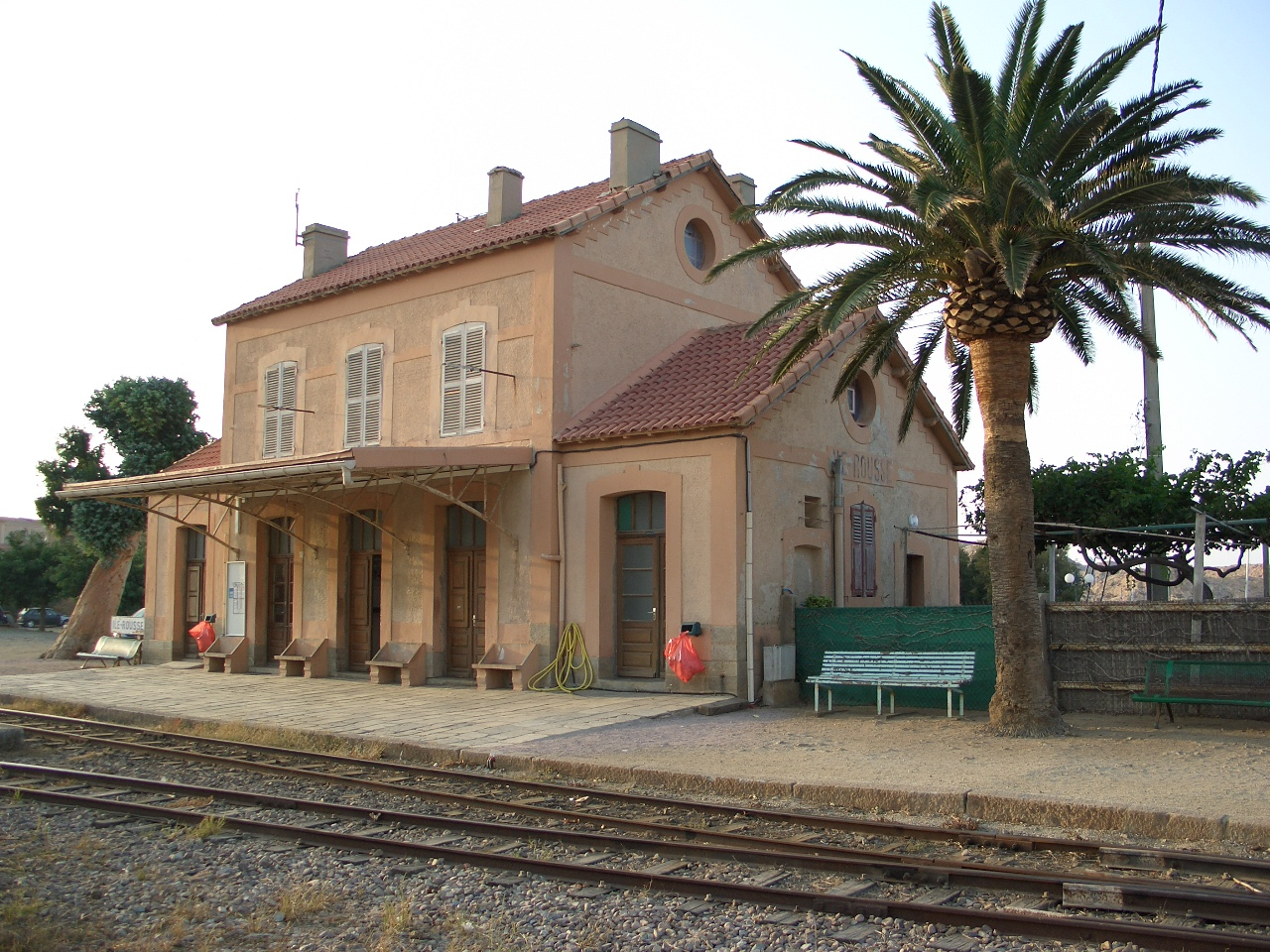
Estación de L'Île-Rousse.

La geografía de la isla forzó a las líneas a adaptarse a ella. La red tiene 32 túneles y 51 puentes y viaductos. El túnel más largo, de 3.900 m, está cerca de Vizzavona; a una altitud de 906 m, es también el más alto de la red. El viaducto de Vecchio, 140 m de longitud y 94 m de altura máxima , fue diseñado por Gustave Eiffel.
El CFC es el único ferrocarril de vía métrica de Francia que continúa transportando mercancías. Hay un tren semanal en la línea entre Ajaccio-Bastia. En invierno, el puerto de montaña de Vizzavona queda bloqueado a menudo por la nieve y se cierra al tráfico de carretera. La mayoría de los vagones de mercancías se utilizan para el mantenimiento de las vías.

## Propiedad

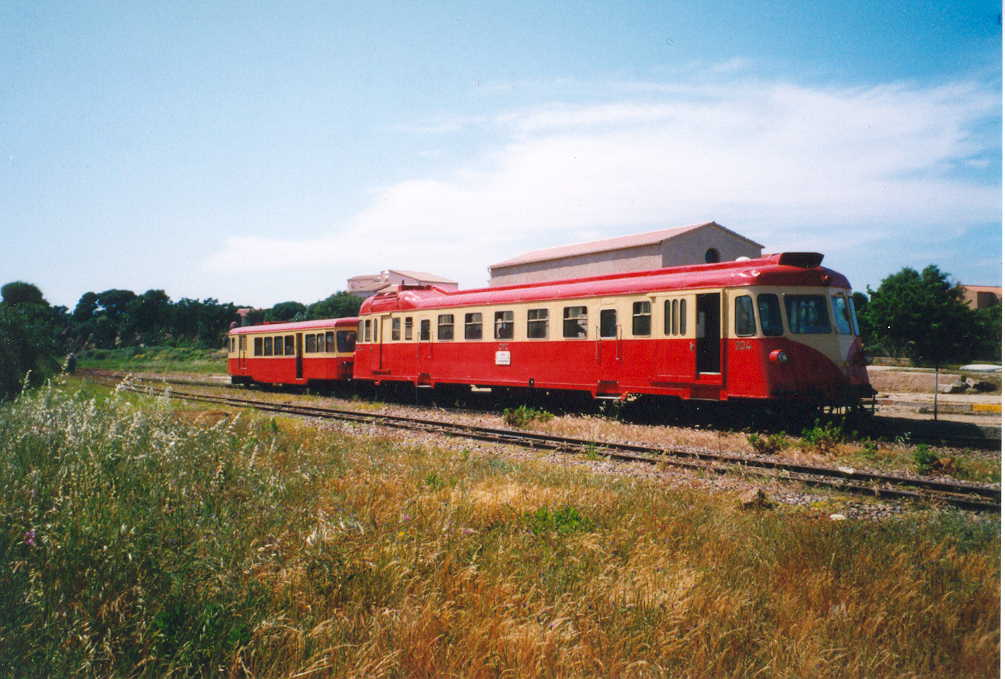
Auomotor Renault AHB8 con remolque Billard

La red es propiedad del gobierno de Francia y no pertenece a Réseau Ferré de Francia. La Collectivité Territoriale de Corse, CTC, es el concesionario titular de la red, bajo el acta del parlamento para la regionalización de ferrocarriles en Francia, y es la autoridad de transporte y el regulador de servicios del ferrocarril. El CTC confió a SNCF la operación de los servicios ferroviarios desde el 1 de enero de 1983. Un acuerdo de nueve años entre estos organismos bajo la Loi Sapin entró en vigor el 1 de septiembre de 2001.
Se acordó un plan de modernización entre el gobierno nacional, el CTC y el SNCF de cara a la inversión de 110 millones de euros. Estos fondos serán destinados a la modernización del material rodante y de la infraestructura, reduciendo así la duración de los viajes. También se contempla la prolongación de la red hacia los aeropuertos en Bastia y Ajaccio.

## Material móvil

### Parque actual
Los servicios se proporcionan con dieciséis unidades múltiples y locomotoras, todos ellos de tracción diésel.
Unidades múltiples

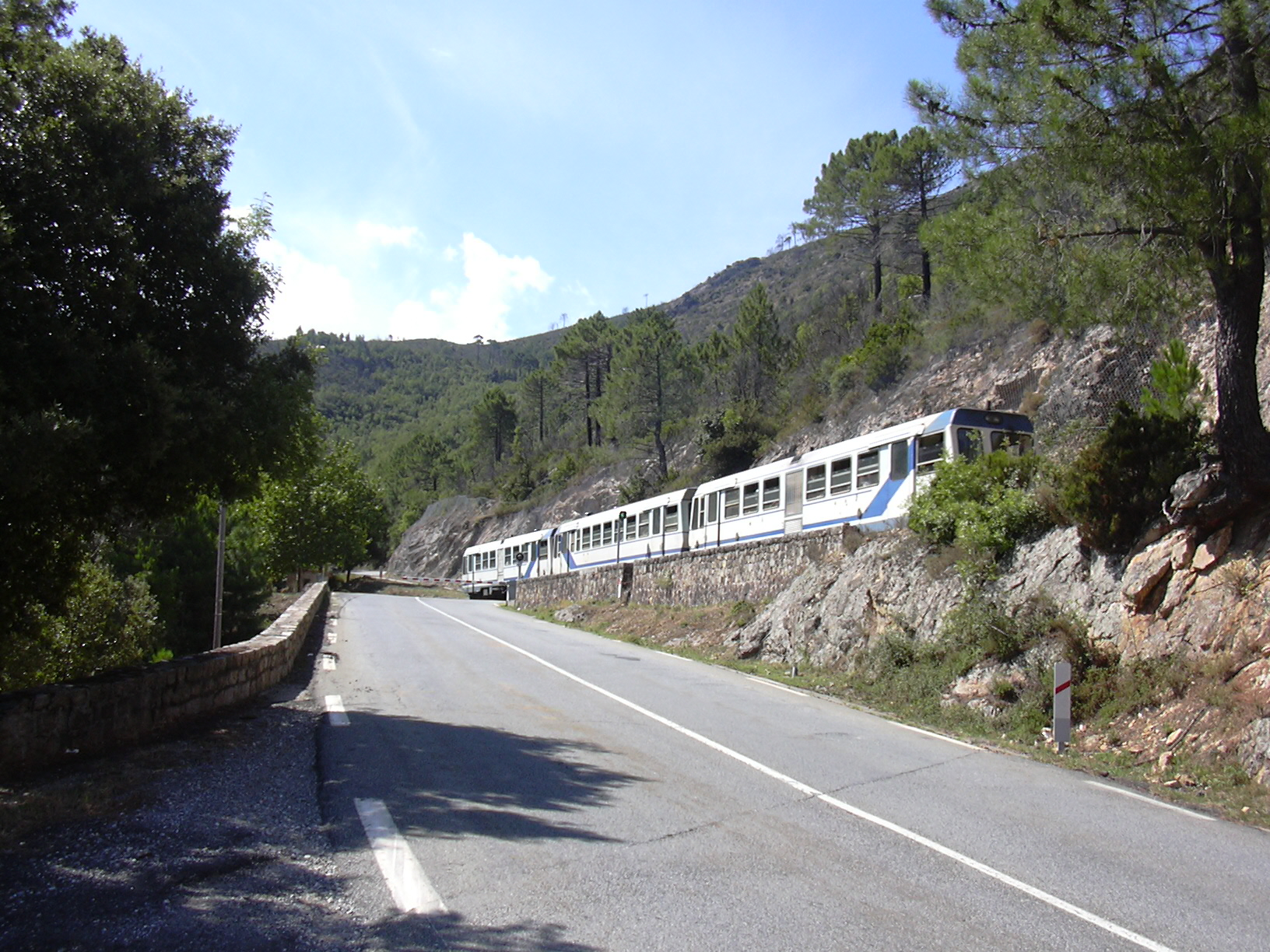
Una unidad múltiple diésel corsa

- Cuatro automotores de 330 CV (250 kW[1]) de la Compagnie des chemins de fer départementaux, serie CFD X2000, construidos entre 1975 y 1983, X2001, X2002, X2004 y X2005.
- Dos automotores de 480 CV (360 kW) serie X5000, X5001 y X5002.
- Siete automotores Soulé X97000, numerados X97051-X97057, construidos entre 1989 y 1997.[8] Estos automotores tienen dos motores de 480 CV (360 kW).
- Seis remolques con cabina, construidos en 1997.
- Tres automotores Renault ABH8, X201, X204 y X206. Está planificada su retirada una vez todo el nuevo material AMG800 esté en servicio.[9]

Hay también diez automotores Billard que, una vez desmotorizados, han sido utilizados como remolques. Están numerados como XR113, XR504, XR505 y XR526.
Doce automotores AMG800 fueron entregados entre junio de 2007 y 2011. Estos reducirán el tiempo de viaje en la ruta Bastia-Corte-Ajaccio a 2 h 30 m y permiten utilizar los automotores Soulé en la ruta Bastia-Calvi. La puesta en servicio de estos automotores fue algo problemática, al tratarse de un prototipo del constructor. Aun así, los problemas fueron solventados y en el verano de 2013 toda la flota insular se encontraba operativa. El primer automotor AMG800 llegó el 23 de junio de 2007.
Locomotoras

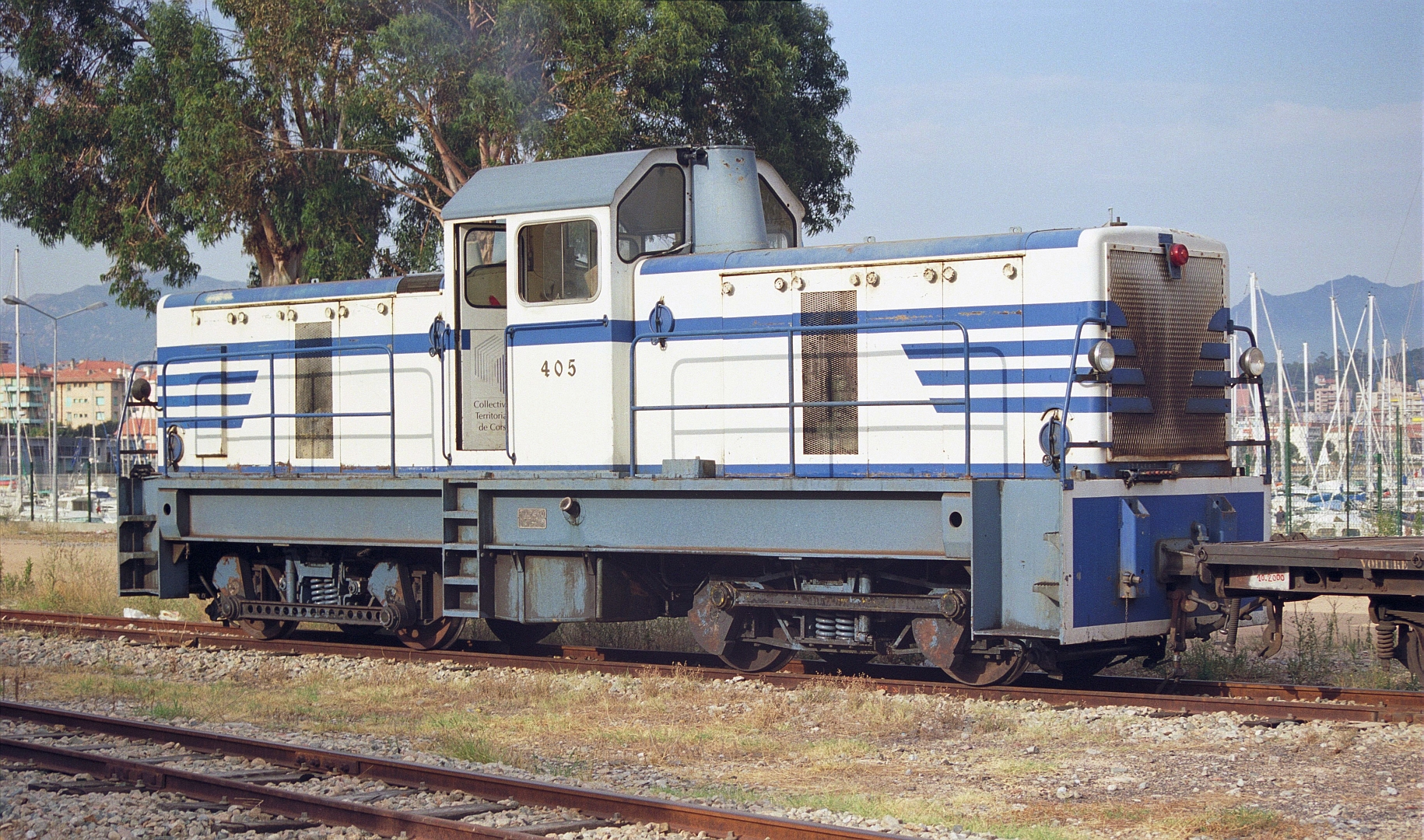
Locomotora diésel BB405

- Tres locomotoras diésel CFD B-B de cabina central construidas por Brissonneau et Lotz. BB404 ex Chemins de Fer de Provence. BB405 nueva a CFC en 1966 y BB406 construida en 1973 en ancho estándar, estrechada y transferida a CFC en 1995.[6]
- Tres locomotoras FAUR diésel construidas en Rumanía, 45001–003 con motores Maybach. Propiedad de Constructions Ferroviaires Giragr (CFG), utilizadas para trabajos de mejora de la vía con anterioridad a la introducción de los automotores AMG800.
- Nueve locomotoras diésel hidráulicas FAUR L45H B-B, 60001–009, remotorizadas con motores Caterpillar de 770 CV (570 kW[10]). Propiedad de CFG, utilizadas para trabajos de mejora de la vía con anterioridad a la introducción de los automotores AMG800. Estas locomotoras dejaron Córcega en 2009.

Vehículos de servicio
- Dos vehículos Geismar VTM de servicio, numerados 850.01 y 850.02. El 850.01 tiene una grúa hidráulica y 850.02 tiene una cabina para personal.[6][11]
- Una bateadora Matisa.
- Un vehículo Köf 4w diésel convertido a vía métrica, número D200. Esta locomotora dejó la isla en 2009.[10]

Entre el stock de carga todavía en servicio figura un vagón plataforma convertido en un vagón extintor.

### Parque móvil antiguo
Locomotoras de vapor
- Catorce locomotoras 0-6-2T, numeradas 28–41, construidas por Fives-Lille en 1887 y 1888.
- Cuatro locomotoras 2-6-0T, numeradas 53–56, construidas por Fives-Lille en 1891.
- Veintidós locomotoras 0-4-4-0T Mallet, números 301–319 y 351–353, construidas por Société Alsacienne de Constructions Mécaniques (SACM) entre 1893 y 1922.[12]

Locomotoras diésel
- 403 construida a partir de los restos del automotor Billard X103. Retirada en 1962.
- 1 construida por CFD en 1948, pasó a CFC en 1966. Preservada en MTVS.
- 2 construida por Voies Ferrées du Dauphiné en 1950, pasó a CFC en 1966.
- 3 construida por CFD Seine et Marne en 1951, pasó a CFC en 1967.
- 114 construida a partir del automotor Billard X114. En uso hasta principios de 1990, ahora retirada del servicio y guardada en Casarnozza.[13]

Automotores Billard
- Seis automotores de 210 CV (160 kW), numerados X101-X106, construidos entre 1935 y 1936.[8] X103 destruido por incendio en 1946. Los restos se utilizaron para construir la locomotora diésel 403.[13]
- Seis automotores de 150 CV (110 kW), numerados X111–X116, construidos en 1938. X114 destruido durante la Segunda Guerra Mundial. Los restos sirvieron para crear la locomotora diésel 114.
- Aproximadamente 20 automotores Billard fueron adquiridos de segunda mano a varios ferrocarriles de vía métrica en la Francia continental al ser clausurados. Fueron utilizados como remolques, excepto sus motores. Muchos de los automotores Billard convertidos en remolques han sido desguazados.

Remolques Billard
- Ocho remolques de automotor Billard, construidos en 1938.[1]

Automotores CFD
X2000 destruido por un incendio en 1980.

Automotores Crochat
Dos automotores gasolina-eléctrico Crochat, en servicio en 1928, hasta un accidente el mismo año, dados de baja.

Automotores De Dion-Bouton

X158 serie OC1. Ex Chemin de Fer de la Baie de Somme, Réseau Breton y Chemin de Fer des Côtes-du-Nord, preservado en Langueux, Francia.

Automotores Renault
- Ocho automotores de 300 CV (220 kW[1]) Renault AHB8, numerados X201 a X209, construidos en 1949.[8] X202 utilizado como fuente de recambios, X203 desguazado en 1980, X205 desguazado en 1983, X207 utilizado como fuente de recambios, X208 desguazado en 1967.

Coches
- Doce coches de cuatro ruedas construyeron en 1888.
- Treinta cuatro coches de bogies, construidos entre 1888 y 1891.
- Veintiún coches de bogie con pasillo, construidos entre 1920 y 1932
- Dieciocho furgones equipaje pequeños, construidos en 1888.
- Ocho furgones de equipaje grandes, construidos entre 1915 y 1927.[14]

Material de mercancías
CFC tenía más de 500 vagones de carga. Los vagones abiertos eran de 10 tm de capacidad. Otros tipos de vagón incluyeron vagones plataforma, furgones, vagones atoldados, tanque y vagones tolva, así como tres grúas.
Material auxiliar
- Dresina Campagne para inspección, construida en 1932.
- Seis dresinas Billard para inspección, numeró 741–746, construidas en 1936.
- Automotor Billard, anteriormente X503, recarrozado y utilizado como coche para personal.
- Un vehículo de inspección, detalles desconocidos.[11]

El servicio está esencialmente compuesto de trenes de pasajeros. Está estructurado en diferentes servicios:
- Servicios interurbanos: 
  - Cuatro viajes de ida y vuelta entre Bastia y Ajaccio (158 km, tiempo de viaje 3 horas 25 minutos)
  - Un viaje de ida y vuelta entre Bastia y Calvi (120 km, tiempo de viaje 2 horas 44 minutos)
  - Tres viajes de ida y vuelta entre Ponte Leccia y la Balagne, de los cuales dos terminan en l'Île-Rousse donde existe un intercambio con el Tranvía de la Balagne.
- Servicios suburbanos frecuentes:
  - Entre Bastia y Casamozza (21 km), apodado el metro de Bastia. Veinte estaciones están servidas en 30 minutos.
  - Entre Calvi y l'Île-Rousse (22 km), llamado Tranvía de la Balagne. Dieciocho estaciones están servidas en 50 minutos. El servicio frecuente está proporcionado todo el Verano, con un servicio reducido en la estación de Invierno.

Las cifras del tráfico de mercancías no alcanzan las 1000 tm anuales.